# Iginniarfik
Iginniarfik är en bygd tillhörande staden Kangaatsiaq i Qaasuitsups kommun i Västra Grönland.
Bygden har runt 100 invånare som främst livnär sig på fiske och jakt.
Under vintertid är Iginniarfik Heliport öppen medan under sommartid trafikeras bygden med färja från Kangaatsiaq, Attu, Ikerasaarsuk, Niaqornaarsuk, och Aasiaat.